# Починковский сельсовет (Пензенская область)
Починковский сельсовет — упразднённое сельское поселение в Башмаковском районе Пензенской области Российской Федерации.
Административный центр — село Марат.
15 мая 2019 года присоединён Алексеевскому сельсовету.

## История
Статус и границы сельского поселения установлены Законом Пензенской области от 2 ноября 2004 года № 690-ЗПО «О границах муниципальных образований Пензенской области».

## Население
| 2010 | 2012 | 2013 | 2014 | 2015 | 2016 | 2017 |
| ---- | ---- | ---- | ---- | ---- | ---- | ---- |
| 460  | ↗467 | ↗499 | ↗521 | ↗522 | ↘496 | ↘463 |
| 2018 |      |      |      |      |      |      |
| ↘444 |      |      |      |      |      |      |

## Состав сельского поселения
| № | Населённый пункт | Тип населённого пункта       | Население |
| - | ---------------- | ---------------------------- | --------- |
| 1 | Марат            | село, административный центр | ↘444      |